# Winzerverein Hoheburg

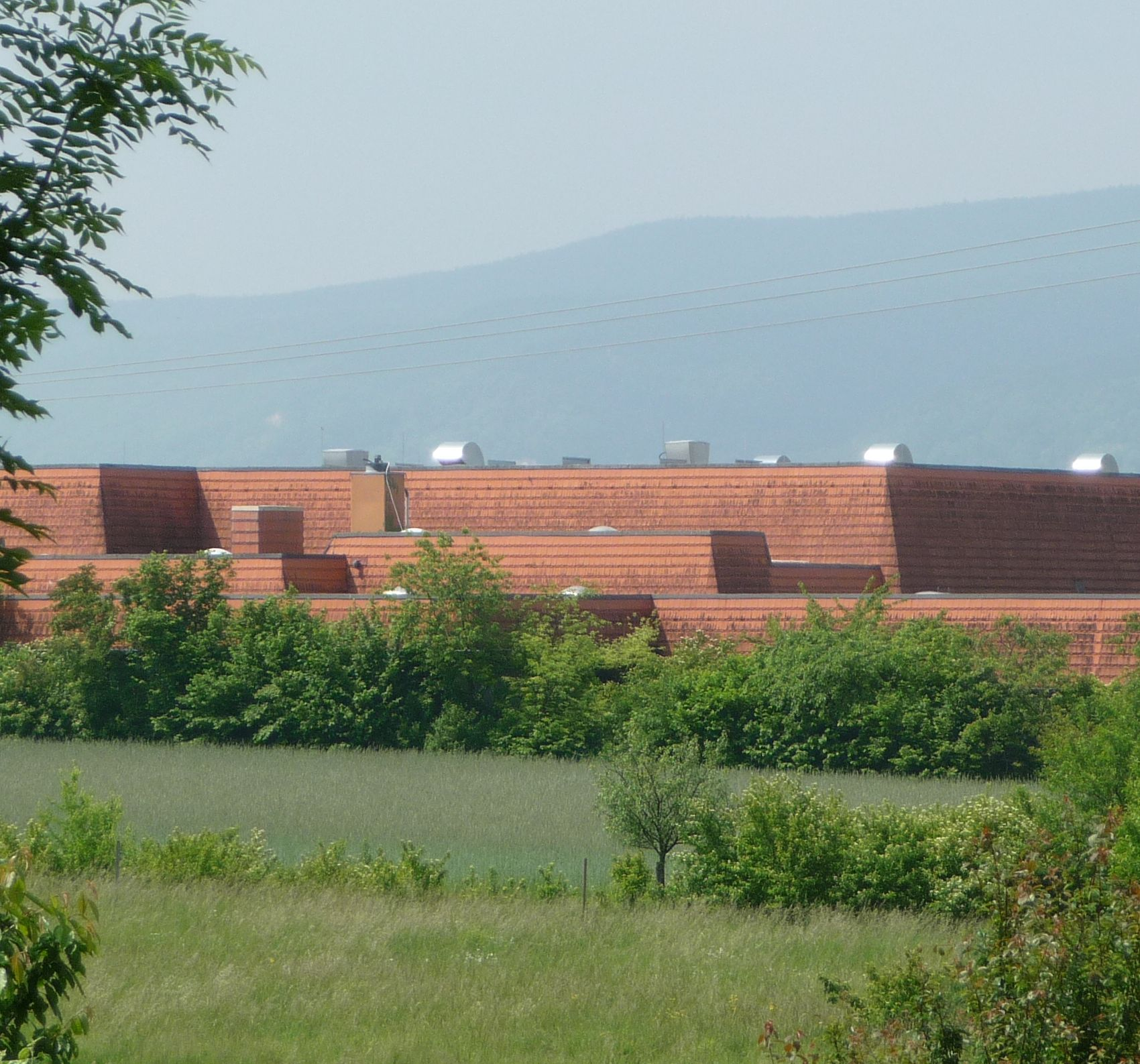
Sitz des Winzervereins Hoheburg

Der Winzerverein Hoheburg – voller Name Ruppertsberger Winzervereinigung Hoheburg oder alternativ Ruppertsberger Weinkeller Hoheburg eG genannt – in Ruppertsberg ist nach der Winzergenossenschaft Deutsches Weintor und den Vier Jahreszeiten Winzer die drittgrößte Winzergenossenschaft innerhalb der Pfalz.

## Lage
Das Unternehmen befindet sich am östlichen Ortsrand von Ruppertsberg und ist von Weinbergen des Weinanbaugebiets Pfalz umgeben. wenige hundert Meter weiter östlich verläuft die Bundesstraße 271.

## Geschichte
Die Genossenschaft entstand 1968 durch Zusammenschluss des 1911 gegründeten Winzervereins mit der 1917 gegründeten Genossenschaft Hoheburg. Namensgeber war eine gleichnamige Burg, die sich einst innerhalb der Gemeinde befunden hatte.

## Infrastruktur
Zur Genossenschaft gehört unter anderem ein Veranstaltungssaal. Sie wird von 152 Winzern beliefert; sie stellen fast die Gesamtheit der Winzer der Gemeinde dar. Mit fünf weiteren Genossenschaften ist sie außerdem an der Vertriebskooperation WeinAllianz beteiligt.